# Russell J. Hemley
Russell Julian Hemley (26 octobre 1954, Berkeley, Californie) est un géophysicien américain, physicien du solide et physico-chimiste.

## Biographie
Hemley grandit en Californie, au Colorado et en Utah. Il étudie la chimie et la philosophie à l'Université Wesleyenne avec un baccalauréat en 1977, puis la chimie physique à l'Université Harvard avec une maîtrise en 1980 et un doctorat en 1983. En tant que post-doctorant, il est à l'Université de Harvard et est, de 1984 à 1987, boursier Carnegie au laboratoire de géophysique de la Carnegie Institution à Washington DC. De 1987 à 2016, il est membre du personnel du laboratoire de géophysique, où il est directeur de 2007 à 2013.
Au cours de l'année universitaire 1991-1992, il est chercheur invité à l'Université Johns-Hopkins et en 1996 puis en 1999 à l'École normale supérieure de Lyon.

## Recherches
Les recherches de Hemley portent sur les propriétés de la matière sous haute pression avec des applications en géophysique, géochimie et planétologie, ainsi que des applications en physique du solide, en chimie et les effets de la pression sur les biomolécules et les systèmes biologiques ; les applications en physique comprennent l'hydrogène sous pression de l'ordre du mégabar, la génération de nouveaux supraconducteurs, les structures magnétiques, les verres et les matériaux superdurs sous haute pression ; les applications en chimie comprennent de nouveaux composés sous haute pression. Les recherches de Helmley sont expérimentales (par exemple, études à haute pression avec des méthodes spectroscopiques et génération de hautes pressions avec une cellule à enclume en diamant chauffée au laser) et théoriques ; il utilise la théorie pour développer des méthodes expérimentales à haute pression en conjonction avec une analyse microscopique optique laser et par diffraction des rayons X in situ à partir de sources de rayonnement synchrotron. Hemley travaille à la fin des années 1980 avec Ho-Kwang Mao, qui devient célèbre pour son travail de 1976 avec Peter M. Bell sur l'extension de la plage de pression de laboratoire jusqu'à des pressions supérieures à 1 mégabar. Hemley, Mao et Bell étudient non seulement les minéraux sous des pressions correspondant à celles de l'intérieur de la Terre, mais aussi des gaz et des liquides sous des pressions supposées exister à l'intérieur de géantes gazeuses telles que Jupiter et Saturne. En particulier, ils étudient le comportement de l'hydrogène à des pressions de l'ordre du mégabar.
Hemley publie plus de 490 articles en tant qu'auteur ou co-auteur et dépose plusieurs brevets.
Hemley reçoit en 2005 le prix Balzan conjointement avec Ho-Kwang Mao  et en 2009 le prix Bridgman. Il est membre de l'Académie américaine des arts et des sciences, de l'Union américaine de géophysique et de la Société américaine de physique. En 2001, il est élu membre de l'Académie nationale des sciences. Depuis 2003, il est membre du Comité JASON.